# Саяка венесуельська
Сая́ка венесуельська (Thraupis glaucocolpa) — вид горобцеподібних птахів родини саякових (Thraupidae). Мешкає в Колумбії і Венесуелі.

## Опис
Довжина птаха становить 16 см, вага 31-37 г. Забарвлення переважно тьмяно-сіро-зелене, нижня частина тіла світліша. Живіт і груди блідо-сірі з синьо-зеленим відтінком, нижня частина живота і гузка контрастно білі. Райдужки темно-карі, дзьоб і лапи сірі. Виду не притаманний статевий диморфізм.

## Поширення і екологія
Венесуельські саяки мешкають в північній Колумбії (на схід від північного Болівара) і в північній Венесуелі (на схід до Сукре, на південь до Апуре), зокрема на острові Маргарита. Вони живуть в сухих і вологих тропічних лісах, в галерейних лісах, чагарникових заростях і садах, на висоті до 500 м над рівнем моря.